# فيروشكا فون ليندورف
الكونتيسة فيرا فون ليندورف-شتاينورت (بالألمانية:Vera Gottliebe Anna Gräfin von Lehndorff-Steinort ، من مواليد 14 مايو 1939) ، والمعروفة مهنياً باسم باسم فيروشكا و فيروشكا فون ليندورف ، هي عارضة أزياء وممثلة وفنانة شائعة خلال الستينيات.

## روابط خارجية
- فيروشكا فون ليندورف على موقع IMDb (الإنجليزية)
- فيروشكا فون ليندورف على موقع روتن توميتوز (الإنجليزية)
- فيروشكا فون ليندورف على موقع مونزينجر (الألمانية)
- فيروشكا فون ليندورف على موقع ألو سيني (الفرنسية)
- فيروشكا فون ليندورف على موقع ميوزك برينز (الإنجليزية)
- فيروشكا فون ليندورف على موقع أول موفي (الإنجليزية)
- فيروشكا فون ليندورف على موقع قاعدة بيانات الأفلام السويدية (السويدية)
- فيروشكا فون ليندورف على موقع قاعدة بيانات الفيلم (الإنجليزية)
- فيروشكا فون ليندورف على موقع كينوبويسك (الروسية)
- فيروشكا فون ليندورف على موقع دليل عارضات الأزياء (الإنجليزية)

### روابط خارجية
- Portraits of Veruschka
- Veruschka.net
- Veruschka von Lehndorff mySPACE
- Veruschka, after a fashion
- Veruschka's enduring mystique
- Veruschka and Rubartelli at aenigma